# ターキン
ターキン（学名：Budorcas taxicolor）は、ウシ科ターキン属に分類される偶蹄類。本種のみでターキン属を構成する（単型）。

## 分布
インド北東部、中華人民共和国（四川省、チベット自治区）、ブータン、ミャンマー北部

## 形態
体長100 - 237センチメートル。尾長7 - 12センチメートル。肩高68.6 - 140センチメートル。体重オス150 - 400キログラム、メス250キログラム。メスよりもオスの方が大型になる。分泌腺は退化しているが、全身から臭いを発する。全身は長い体毛で被われるが、色彩は地域や個体による変異が大きい。顎の下の体毛が伸長する。
雌雄共に湾曲した太い角を持つ。最大角長63.5センチメートル。鼻面は長く、隆起する。吻端の体毛で被われない裸出部（鼻鏡）は小型で、左右の鼻孔の間は体毛で被われる。四肢は太くて短い。
出産直後の幼獣は体重5 - 7キログラム。幼獣やメスの成獣は鼻の周囲のみ暗色だが、オスの成獣は顔全体が暗色。乳頭の数は4個。

## 分類
以下の亜種に分ける説もある。亜種ブータンターキンの分割を疑問視する説もある。
Budorcas taxicolor taxicolor
Hodgson, 1850。 アッサムターキン（チベットターキン） - アッサム地方、チベット南東部、等
Budorcas taxicolor bedfordi
Thomas, 1911。シェンシーターキン（ゴールデンターキン ） - 陝西省
日本国内では、アドベンチャーワールド、多摩動物公園、よこはま動物園ズーラシアの3施設で飼育中。
Budorcas taxicolor tibetanus
Milne-Edwards, 1874。スーチョワンターキン - 四川省
Budorcas taxicolor whitei
Lydekker, 1907。ブータンターキン - ブータン

## 生態
標高1,000 - 4,000メートルにある森林などに生息し、タケやシャクナゲが密生した環境を好む。冬季になると標高の低い森林へ移動する。夏季には約300頭の大規模な群れを形成することもあるが、冬季には3 - 35頭の群れを形成し分散する。
食性は植物食で、主に木の葉を食べる。
繁殖様式は胎生。四川省では7 - 8月に交尾を行う。妊娠期間は200 - 220日。2 - 4月に1回に1匹の幼獣を産む。生後30か月で性成熟する。飼育下での寿命は19年。

## 人間との関係
生息地では食用とされることもある。森林伐採による生息地の破壊、食用の乱獲などにより生息数は減少している。